# Oncorhynchus mykiss aguabonita
Cá hồi vàng hay cá hồi hoàng kim hay còn gọi là cá hồi vàng California (Danh pháp khoa học: Oncorhynchus mykiss aguabonita), là một phân loài của loài cá hồi vân có nguồn gốc từ California. Các con cá hồi vàng có nguồn gốc từ vùng Golden Trout Creek (nhánh sông Kern), Volcano Creek (nhánh Golden Trout Creek), và sông South Fork Kern. Các cá hồi vàng California có liên quan chặt chẽ với hai phân loài cá hồi cầu vồng khác tạo thành nhóm phức hợp cá hồi.